# Christina Frohm
Christina Frohm, född den 2 februari 1948 i Gnesta, är en svensk folkmusiker och riksspelman från Södermanland. Som 17-åring blev hon riksspelman på fiol, och är sedan början av 1990-talet ledamot i Zornjuryn.

## Biografi
Christina Frohm växte upp i en spelmansfamilj i Gnesta i Södermanland. Hennes morfar Albert Gustafsson var spelman, liksom hennes morbror Nisse Gustafsson, känd som ”Barrskogs-Nisse”. Musiken var en självklar del av vardagen i hemmet, där hon växte upp i ett flerfamiljshus hos sin morfar Albert Gustafsson. På väggarna hängde fioler och släktens samvaro kretsade ofta kring spel. Redan som barn visade hon stort intresse: när morfars spelkamrat kom på besök bad hon sina lekkamrater gå hem för att kunna lyssna. Hon började spela fiol vid åtta års ålder och undervisades av Margareta Larsson. Vid nio års ålder började hon spela mandolin, men övergick snart till fiol efter att ha insett att greppen var desamma. Samma år deltog hon i sin första spelmansstämma i Julita, vilket gjorde starkt intryck. Hon berättar att hon då lär ha sagt: ”Jag ska nog bli riksspelman.”
Frohm var som ung aktiv i flera spelmanslag, bland annat Gnesta Musiksällskap, Daga spelmanslag och Södertälje Spelmanslag. Hon beskriver hur hon som tonåring var yngst i alla sammanhang. År 1962 träffade hon den jämnårige Thore Härdelin vid en stämma i Eskilstuna, och tillsammans utforskade de den bredare svenska folkmusikscenen, med resor till Stockholm och Uppsala där de mötte profiler som Pål Olle, Eric Sahlström och Viksta-Lasse.
År 1966 tilldelades hon Zornmärket i silver vid riksspelmansstämman i Mora, och erhöll därmed titeln riksspelman. Hennes utövande har hela tiden haft fokus på spel till dans och traditionsburen musik från Sörmland. Efter gymnasiet påbörjade hon studier vid Stockholms Musikpedagogiska Institut, och började sedan arbeta som fiollärare i Sollentuna. Hon har själv betonat hur folkmusiken varit en viktig del av hennes pedagogik och att det var ett råd från en klassiskt skolad lärare – ”Ha alltid folkmusiken med dig!” – något som följt henne genom yrkeslivet.

### Danshus och pedagogik
På 1960-talet inledde Christina Frohm ett samarbete med folkdansforskaren Henry Sjöberg. Tillsammans startade de de första danshusen, där spelmän spelade sina vanliga låtar för danspublik. Idén spred sig och blev en del av den svenska folkdansrörelsen.

## Verksamhet
Frohm har varit en del av spelmansrörelsen hela livet, och är sedan 1993 ordinarie ledamot i Zornjuryn, som utser nya riksspelmän i samband med Zornmärkesuppspelningarna.
Hon har också presenterat och dokumenterat lokal spelmanshistoria i Sörmland, bland annat kring låtar efter spelmannen August Holtz från Björnlunda. Utöver spelmansuppdrag har hon verkat som fiollärare, bland annat i Solna kommun.